# Huaying
Huaying (en chino, 华蓥; pinyin, Huáyíng (escuchar)ⓘ) es un municipio  bajo la administración directa de la Prefectura Guang’an en la Provincia de Sichuan, República Popular China.  Su área es de 463 km² y su población total para 2010 superó los 360 mil habitantes. 

## Administración
Desde julio de 2023, el  Condado Huaying  se divide en 12 pueblos que se administran en 3 subdistritos, 8 poblados y 1 villa.

## Toponimia
El topónimo Huaying [/juái-ying/] se toma directamente del monte Huaying (华蓥山). Según la tradición, cuando la nieve cubre su cima, la montaña adquiere un aspecto deslumbrante: desde la distancia, parece como si joyas de jade se hubieran esparcido por el suelo y cristales de jade recubrieran sus laderas. Esta imagen inspiró su nombre antiguo, Huayin (华银山), que significa "Montaña de Plata Brillante".